# Drepanonema campbelli
Drepanonema campbelli är en rundmaskart som först beskrevs av Allgen 1932.  Drepanonema campbelli ingår i släktet Drepanonema och familjen Draconematidae. Inga underarter finns listade i Catalogue of Life.